# Катрін Самба-Панза
Катрін Самба-Панза (фр. Catherine Samba-Panza; нар. 26 червня 1954) — тимчасовий президент Центральноафриканської Республіки з 23 січня 2014 по 30 березня 2016 року, перша жінка на цій посаді; мер Бангі з травня 2013 по 2014 р.

## Життєпис
Катрін Самба-Панза народилася 26 червня 1954 в Форт-Ламі, Французька Екваторіальна Африка (зараз — місто Нджамена, столиця Чаду). Її батько був камерунцем, а матір походила з Центральноафриканської Республіки.
Переїхала в ЦАР у віці 18 років і навчалася на юридичному факультеті університету Пантеон-Ассас
Перед тим як розпочати політичну кар'єру, займалася бізнесом і була корпоративною юристкою.

### Політична діяльність
У травні 2013 року Катрін Самба-Панза була призначена на посаду мера міста Бангі Національною перехідною радою. Це відбулося під час військового конфлікту в країні; кандидатура політика була прийнятною для двох сторін конфлікту, а також президента Франції Франсуа Олланда. Самба-Панза є безпартійною.
Після того як самопроголошений президент ЦАР Мішель Джотодія 10 січня 2014 року пішов у відставку, його обов'язки деякий час виконував Александр-Фердинанд Нгуєнде. 20 січня Національна перехідна рада обрала Катрін Самбу-Панзу тимчасовим президентом держави. Загалом було вісім кандидатів; вибори пройшли у два тури.
Після перемоги у другому турі вона заявила:

| Я закликаю всіх своїх дітей, особливо анти-балака, скласти зброю і припинити будь-які бойові дії. Це саме стосується колишніх селека — вони не повинні мати страх. Я більше нічого не хочу слухати про вбивства. Від сьогодні я є президентом всіх центральноафриканців, без винятків. |
На посаду президента Самба-Панза вступила 23 січня. Вона закликає сторони конфлікту до переговорів. За час її перебування на посаді президента відбулося підписання угоди про припинення вогню і відбулися президентські вибори, на яких перемогу отримав у другому турі з 62,71 % голосів — Фостен-Аршанж Туадера, який має бути приведений до присяги 30 березня 2016 року.